# TSG Nordwest 1898 Frankfurt/M.
Die TSG Nordwest 1898 Frankfurt/M. e.V. ist ein im Frankfurter Nordwesten ansässiger Verein und mit 18 Abteilungen und über 3000 Mitgliedern einer der größten.
Der Verein entstand am 8. Mai 1970 aus der Fusion der 1898 gegründeten TG Niederursel und dem erst fünf Jahre alten TSV Nordweststadt.
Die Geschäftsstelle befindet sich mit kleiner Turnhalle und Kegelbahnen in Niederursel. Ein weiteres Clubhaus befindet sich auf der vereinseigenen Tennisanlage.
Der Verein hat 18 Abteilungen:
Badminton, Basketball, Beachvolleyball, Gymnastik, Handball, Inline Skating, Integrative Sportgruppe, Judo, Klettern, Leichtathletik, Prellball, Schwimmen, Ski, Snowboard und Fun, Tanzen, Tennis, Tischtennis, Turnen, Volleyball
Größte und erfolgreichste Abteilung ist die der Leichtathleten. Sie war bis zum 31. Dezember 2020 Teil der LG Eintracht Frankfurt. Der Verein stellte mehrere Deutsche Meister und konnte auch internationale Erfolge verzeichnen.